# Grytgöl (Virserums socken, Småland)
Grytgöl är en sjö i Hultsfreds kommun i Småland och ingår i Emåns huvudavrinningsområde.